# مصرف كربون

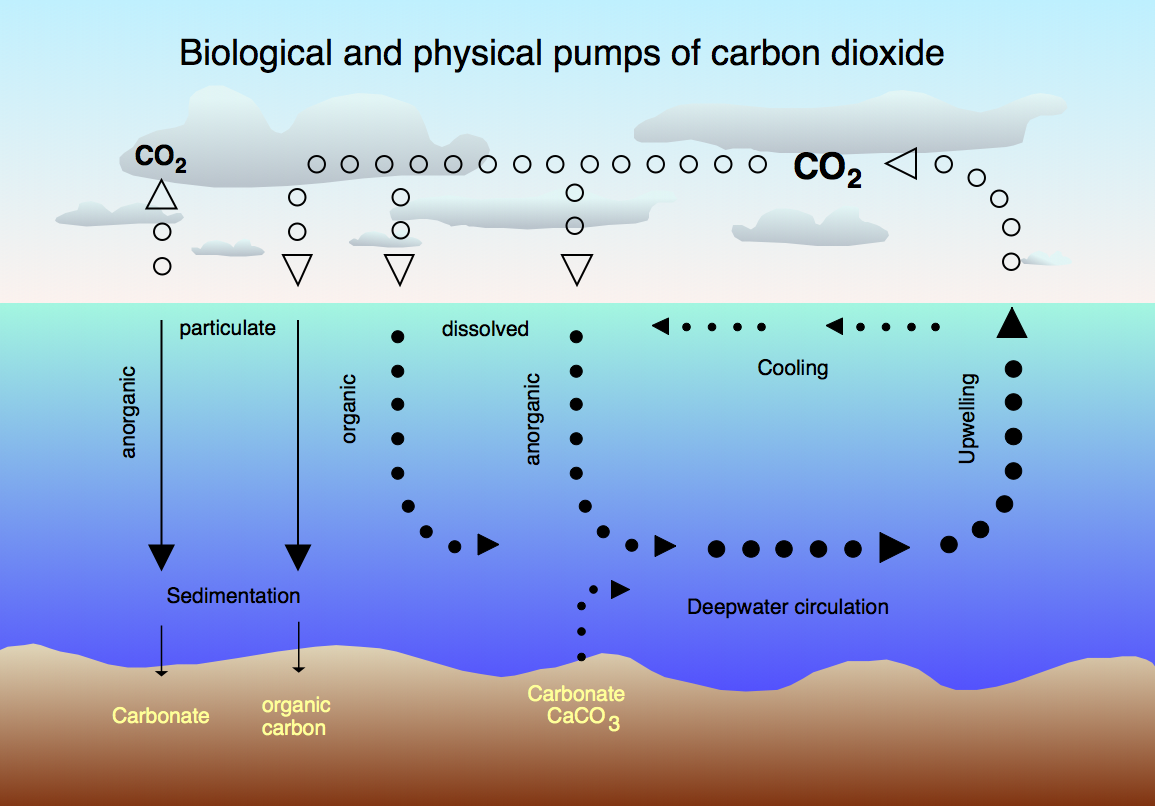
تبادل ثاني اكسيد الكربون بين الماء والجو

مصرّف الكربون (Carbon sink) أو بالوعة ثنائي أكسيد الكربون (Carbon dioxide sink) هي خزان حيوي أو اصطناعي يقوم بتجميع ثاني أكسيد الكربون لفترة غير محددة.
البالوعات الطبيعية الرئيسية هي:
1. المضخات البيولوجية للمحيطات.
2. النباتات والأحياء الأخرى التي تقوم بعملية التمثيل الضوئي.

البالوعات الاصطناعية الرئيسية هي:
1. مدافن أرضية
2. خزانات

تعرف العملية التي يتم بها استخلاص وعزل غاز ثاني أكسيد الكربون من الغلاف الجوي باسم عملية عزل ثاني أكسيد الكربون. ازداد الاهتمام العالمي ببالوعات ثاني أكسيد الكربون بعد اتفاق كيوتو الذي شجع على استخدامها للتقليل من نسب غاز ثاني أكسيد الكربون في الغلاف الجوي.

## نظرة عامة
يعني ارتفاع نسبة ثنائي أكسيد الكربون في الغلاف الجوي زيادة في درجة الحرارة العالمية. تختلف كمية ثنائي أكسيد الكربون بشكل طبيعي في توازن ديناميكي تبعًا لعملية التركيب الضوئي التي تجريها النباتات البرية. المصارف الطبيعية هي:
- التربة، وهي أكبر مخزن للكربون وأهم مصرف نشط للكربون على سطح الأرض.[4]
- يُعتبر التركيب الضوئي عند النباتات الأرضية، مع ما يقدمه العشب والأشجار بمثابة مصارف كربون في مواسم النمو.
- امتصاص ثناني أكسيد الكربون بواسطة المحيطات عبر العمليات الفيزيائية الكيميائية والعمليات الحيوية البسيطة.

على الرغم من مناقشة إمكانية إنشاء مصارف اصطناعية، لا توجد أنظمة اصطناعية رئيسة لإزالة الكربون من الغلاف الجوي حسب أي مقياس مادي.
تشمل مصادر الكربون حرق البشر للوقود الأحفوري (الفحم، والغاز الطبيعي، والنفط) من أجل الحصول على الطاقة وتنفيذ عمليات النقل؛ والأراضي الزراعية (عن طريق تنفس الحيوانات)، على الرغم من وجود مقترحات لتحسين الممارسات الزراعية لعكس هذا التخزين.

## اتفاقية كيوتو
نظرًا إلى أن زراعة النباتات تتضمن إنتاج ثنائي أكسيد الكربون، فإن اتفاقية كيوتو تسمح للبلدان المدرجة في الملحق الأول الممتلِكة مساحات كبيرة من الغابات المتنامية بإصدار وحدات إزالة للتعرف على عزل الكربون. تسهل الوحدات الإضافية عملية تحقيق مستويات الانبعاثات المستهدفة. يقدَّر أن تحول الغابات ما بين 10 إلى 20 طنًا من ثنائي أكسيد الكربون لكل هكتار سنويًا -بفضل عملية التركيب الضوئي- إلى النشا والسليولوز والليغنين والمكونات الأخرى للكتلة الحيوية الخشبية. على الرغم من توثيق ذلك جيدًا في ما يتعلق بالغابات والمزارع المعتدلة، تضع مجموعات الغابات الاستوائية الحيوانية بعض القيود على هذه التقديرات العالمية.
تسعى بعض البلدان إلى المتاجرة في حقوق الانبعاثات في أسواق انبعاثات الكربون، وشراء تراخيص انبعاثات الكربون غير المستخدمة في بلدان أخرى. إذا وُضعت حدود كلية لانبعاثات الغازات الدفيئة، فسوف يُزعم أن آليات الحد الأقصى والسوق التجارية قادرة على إيجاد طرق فعالة من ناحية التكلفة لخفض الانبعاثات. لا يوجد حتى الآن نظام لمراجعة الكربون في جميع هذه الأسواق على المستوى العالمي، ولم يُحدد أي منها في اتفاقية كيوتو. يُعلن عن انبعاثات الكربون الوطنية ذاتيًا.
في آلية التنمية النظيفة، يُعتبر التشجير وإعادة التحريج المؤهلان الوحيدان لتخفيض الانبعاثات المعتمدة في فترة الالتزام الأولى باتفاقية كيوتو (2008-2012). تُعد أنشطة حفظ الغابات أو أنشطة تجنب إزالة الغابات -التي من شأنها أن تؤدي إلى خفض الانبعاثات عبر الحفاظ على مخزونات الكربون الحالية- غير مؤهلة في هذا الوقت. بالإضافة إلى أن عزل الكربون الزراعي ليس ممكنًا بعْد أيضًا.

## التخزين في البيئات الأرضية والبحرية

### التربة
تمثل التربة وسيلة تخزين متوسطة للكربون على المدى القصير إلى المدى الطويل، وتحتوي على كمية أكبر من الكربون مقارنةً مع جميع النباتات البرية والغلاف الجوي المشترك. تتراكم فضلات النباتات والكتلة الحيوية الأخرى بما في ذلك الفحم النباتي على شكل مواد عضوية ترابية، ثم تتحلل بسبب التجوية الكيميائية والتحلل الحيوي. يُحتفظ بالمزيد من البوليمرات الكربونية العضوية المقاومة مثل السليولوز والهيميسليولوز والليغنين والمركبات الأليفاتية والشموع والتيربونايد مجتمعةً بشكل دبال. تميل المواد العضوية إلى التراكم في مناطق التربة والأتربة الباردة مثل الغابات الشمالية في أمريكا الشمالية وتايغا في روسيا. تتأكسد فضلات النبات والدبال سريعًا ويُحتفظ بها بشكل سيئ في الظروف المناخية الاستوائية وشبه الاستوائية نظرًا إلى ارتفاع درجات الحرارة والترشيح واسع النطاق بسبب الهطولات المطرية. عادةً ما تكون المناطق التي تُمارس فيها الزراعة المتحركة أو الزراعة عن طريق القطع والحرق خصبة مدة عامين إلى ثلاثة أعوام قبل أن يجري التخلي عنها. تشبه هذه الأدغال الاستوائية الشعاب المرجانية من ناحية كفاءتها العالية في حفظ العناصر الغذائية الضرورية وتوزيعها، وهو ما يفسر اندفاعها في الصحراء الغنية بالمواد المغذية. جرى استنزاف الكثير من كربون التربة المحتفظ به في العديد من المناطق الزراعية في جميع أنحاء العالم بشدة بسبب ممارسات الزراعة المكثفة.
تساهم الأراضي العشبية في تشكيل المواد العضوية الموجودة في التربة، وتخزن بشكل أساسي في حصائرها الجذرية الليفية واسعة النطاق. نظرًا إلى التأثير الجزئي للظروف المناخية لهذه المناطق (مثل درجات الحرارة الأكثر برودة والأوضاع شبه القاحلة إلى القاحلة)، يمكن لهذه التربة أن تراكم كميات كبيرة من المواد العضوية. قد يتفاوت هذا الأمر تبعًا لهطول الأمطار وطول فصل الشتاء وتواتر حرائق العشب التي تحدث طبيعيًا نتيجة الصواعق. على الرغم من أن هذه الحرائق تطلق ثنائي أكسيد الكربون، تحسن من نوعية الأراضي العشبية عمومًا، لذا تزيد من كمية الكربون المحتفظ به في المادة الدبالية، بالإضافة إلى أنها تودع الكربون مباشرة في التربة على شكل فحم حيوي غير قابل للتحلل بشكل مؤثر إلى ثنائي أكسيد الكربون من جديد.
تطلق حرائق الغابات الكربون الممتص مرة أخرى في الجو، وتسبب إزالة الغابات الأمر ذاته بسبب الزيادة السريعة في أكسدة المواد العضوية في التربة.
تخضع المادة العضوية في مستنقعات الخث لهضم لاهوائي بطيء تحت سطح التربة. هذه العملية بطيئة بما يكفي لنمو المستنقع في كثير من الحالات بسرعة كبيرة وتثبيته لكمية من الكربون في الجو أكبر مما ينشره. مع مرور الوقت، ينمو الخث بعمق أكبر. تحتوي مستنقعات الخث على نحو ربع الكربون المخزّن في النباتات البرية والتربة.
في ظل بعض الظروف، قد تصبح الغابات ومستنقعات الخث مصدرًا لثنائي أكسيد الكربون، مثلما يحصل عندما تُغمر غابة بسبب بناء سد كهرومائي. ما لم تُحصد الغابات والخث قبل حدوث فيضان، فإن الغطاء النباتي المتعفن يصبح مصدرًا لثنائي أكسيد الكربون والميثان، اللذين تمكن مقارنتهما من ناحية الحجم بكمية الكربون المنبعثة من محطة تعمل بالوقود الأحفوري ذات طاقة مكافئة.